# Gmina Gradac
Gmina Gradac (chorw. Općina Gradac) – gmina w Chorwacji, w żupanii splicko-dalmatyńskiej. W 2011 roku liczyła 3261 mieszkańców.

## Miejscowości
Gmina składa się z następujących miejscowości:
- Brist
- Drvenik
- Gradac
- Podaca
- Zaostrog